# Wilfred Kareng
Wilfred Kareng, född 25 april 1946, är en friidrottare från Botswana. Han deltog vid olympiska sommarspelen 1980.